# 紅色的麝香豌豆
《紅色的麝香豌豆》（日語：赤いスイートピー），是日本女歌手松田聖子的第8張單曲和代表作之一。1982年1月21日發行。

## 簡介
松任谷夫婦為松田聖子創作的一首經典歌曲，是松任谷由實以「吳田輕穗」名義為松田第一次作曲，松任谷正隆負責編曲。作詞人是松本隆。
歌曲描寫少女戀愛的細膩心思，「紅色的麝香豌豆」就是象徵少女一心跟隨戀人同行，她的心境如同岸邊爛漫綻放紅色豌豆花。尤其為人津津樂道的是松田唱到「I will follow you」和「紅色的sweet pea」時，響起的點點西洋笛聲，將歌曲推向高潮。
單曲發售的一個月後，《紅色的麝香豌豆》終於終止了近藤真彥連續數週在《The Best Ten》冠軍位置的壟斷，登上了《The Best Ten》的第一位。在《The Best Ten》的年終歌曲排行中，高踞第7位，是松田在《The Best Ten》年榜排行最高的歌曲。
唱片銷售方面，首週初登場Oricon公信榜排行第3位。之後躍居週榜冠軍，並蟬聯三週。總銷量50萬張，是1982年度日本單曲銷量第12位。
雖然這首歌並非松田最暢銷的幾首歌之一，但卻是松田歌手生涯重要的代表作之一。不論是《紅色的麝香豌豆》還是c/w曲《制服》後來都被證明是經典之作，松田的許多音樂專輯都必定會收錄這兩首歌，也被很多其他歌手爭相翻唱。《紅色的麝香豌豆》引起了眾多女性的共鳴，為松田開拓了廣大的女性歌迷層，對松田以往以男性歌迷為大多數的歌迷成分有所改變。
1997年，NHK衛星放送中心進行的大範圍調查「20世紀感動日本百大歌曲」，《紅色的麝香豌豆》就排在第13位的前列。，2005年評選的最期待百大NHK紅白歌合戰對戰歌曲，以及MUSIC STATION評選的百大國民名曲等，《紅色的麝香豌豆》都在名單上。
2010年，被德永英明重新翻唱，收錄於VOCALIST 4 專輯，在其MV將歌曲原先陳述的少女戀愛心情，重新詮釋為父女之情。
2016年3月12日播出BS JAPAN開局15周年特別企劃特別劇《青春名曲故事》單元劇中的一篇。

## 收錄曲目
1. 紅色的麝香豌豆（赤いスイートピー） - 3分37秒
  - 作詞：松本隆；作曲：吳田輕穗；編曲：松任谷正隆
2. 制服 - 3分33秒
  - 作詞：松本隆；作曲：吳田輕穗；編曲：松任谷正隆